# 山口富士夫
山口 富士夫（やまぐち ふじお、1962年12月14日 - ）は、日本のフリーアナウンサー。和歌山県出身。追手門学院大学経済学部卒業。

## 来歴・人物
2005年まで、主にプロ野球中継『サンテレビボックス席』の実況などで活躍していた。1999年、阪神vs巨人戦の延長12回、新庄剛志選手が槇原投手の敬遠球を打ち、サヨナラ勝利した試合を実況した。
2002年頃までオフィスキイワードに所属していた。2003年からベストスピーカー（日本テープ株式会社社内において、同年発足したアナウンサー部門）所属。さらに、セイ・タレントプロダクションとは業務提携タレントとして契約を行う。
2005年11月頃より日本クルーズ客船株式会社に転職しクルーズディレクターとして活動。2度の世界一周を始めアジア、中国、ロシアなど50ヵ国を回った。
2008年11月頃より、神戸電子専門学校サウンド分野声優タレント学科専任講師として勤務した。また、その傍らで2003年からコナミ(コナミデジタルエンタテインメント)の野球ゲームソフトシリーズで実況担当として声の出演をしている。先述のベストスピーカーにおいては、客員講師として在籍している。
イベント・式典では、皇太子・同妃列席の「全国育樹祭」の司会を担当した。そのほか、大阪ドーム開館式典、世界卓球選手権、東アジア競技大会開会式など注目イベントにMCとして従事した。
2019年、和歌山県北山村のふるさと大使である「じゃばら特使」就任。
2022年、茨木市のまちおこし会社「FICベース株式会社」タウンマネージャーとして着任。

## 著書
- 「信号機もない山奥育ちの僕がたどり着いた甲子園の実況席」（Amazon/kindle）
- 「豪華客船で3年間働いて分かった28のこと」（Amazon/kindle）
- 「コミュニケーションの落とし穴」（Amazon/kindle)
- 「普通ってなんですか?」（Amazon/kindle）

## 出演番組
- サンテレビボックス席（サンテレビ）₋タイガース戦実況、オリックス戦
- 近鉄バファローズナイター（ラジオ大阪）
- ラジオ大阪ドラマティックナイター（ラジオ大阪）
- オリックス・バファローズ ナイトスタジアム（ラジオ大阪）
- 元気モンTV（読売テレビ） - ニュース担当
- 全国高等学校野球選手権和歌山大会、奈良大会（テレビ和歌山、奈良テレビ）
- 日本女子サッカーリーグ（なでしこリーグ2022）
- 秋季近畿地区高校野球大会2020（Jスポーツ）
- ラグビー日本選手権（Ｊスポーツ）
- FIVBビーチバレー（GAORA)
- ETV特集、土曜特集（NHK)
- 満点！夢ショップ（関西テレビ）
- プロ野球速報（テレビ大阪）
- アーバンポリス部長刑事（朝日放送テレビ）
- 春高バレー、岡山県高校駅伝（岡山放送）

## 出演ゲームソフト
- THE BASEBALL 2003 バトルボールパーク宣言 パーフェクトプレープロ野球 秋季号（コナミ） - ホームラン競争モード実況担当（同モード以外の実況担当は、平川健太郎NTVアナウンサー。）
- プロ野球スピリッツシリーズ（コナミ→コナミデジタルエンタテインメント〔「〜3」以降〕） - いずれも実況担当
  - プロ野球スピリッツ2004
    - プロ野球スピリッツ2004クライマックス

  - プロ野球スピリッツ2
  - プロ野球スピリッツ3
  - プロ野球スピリッツ4
  - プロ野球スピリッツ5
    - プロ野球スピリッツ5完全版

  - プロ野球スピリッツ6
  - プロ野球スピリッツ2010
  - プロ野球スピリッツ2011
  - プロ野球スピリッツ2012

## 出演ビデオソフト
※いずれも、ナレーション担当。
- 阪神タイガース優勝2003年（日本クラウン）
- 猛虎優勝2003（ジャパンホームビデオ）
- 岡田タイガース優勝劇場'05（ジェネオンエンタテインメント）
- パチンコ巨人の星（KYORAKU)